# Edith Ayrton
Pour les articles homonymes, voir Ayrton.
Edith Ayrton ou Edith Ayrton Zangwill, née en 1879 au Japon et morte en 1945 à Édimbourg est une auteure et suffragette britannique. Elle a contribué à la création de la Ligue juive pour le suffrage féminin.

## Biographie
Née au Japon, elle est la fille au Japon du physicien William Edward Ayrton et de sa première épouse, la médecin Matilda Chaplin Ayrton. Sa mère meurt en 1883 et son père se remarie avec la mathématicienne Hertha Ayrton. Elle est élevée dans la foi juive. Elle épouse Israel Zangwill en 1903. Ils s'étaient rencontrés après que sa belle-mère ait envoyé les premières nouvelles d'Edith Ayrton à Zangwill, auteur publié, pour qu'il donne son avis. Ils ont trois enfants : Ayrton Israel Zangwill en 1906, Margaret en 1910 et Oliver Zangwill en 1913. En 1904, elle publie son premier roman, Barbarous Babe. Elle se plaint d'être en mauvaise santé et ne pense pas pouvoir être une suffragette militante mais elle et sa belle-mère rejoignent la Women's Social and Political Union. Elle écrit à Maud Arncliffe Sennett pour lui dire qu'elle avait l'intention de soutenir généreusement cette organisation. Son mari se prononce publiquement en faveur de la WSPU, mais est sifflé par des femmes d'esprit libéral pour son soutien des tactiques militantes.
En 1912, elle contribue à la formation de la Jewish League for Woman Suffrage (en), ouverte à la fois aux membres masculins et féminins. Cette organisation cherche à obtenir des droits politiques et religieux pour les femmes, estimant que certains Juifs pourraient être plus enclins à rejoindre ce groupe de préférence à un groupe défendant le suffrage féminin, mais non spécifique. Parmi les membres, on retrouve son mari, Henrietta Franklin (en), Hugh Franklin (en), Lily Montagu (en), Inez Bensusan (en) et Leonard Benjamin Franklin (en) . Certains des membres les plus radicaux de l'organisation seront responsables en 1913 et 1914 de la perturbation de services religieux de synagogues pour y faire valoir leur point de vue. Le groupe sera qualifié de «gardes noirs en bonnets» par la communauté juive au sens large.
Les partisans juifs du suffrage féminin se réunissent le 6 février 1914 avec d'autres suffragettes désabusées pour créer les United Suffragists. La nouvelle organisation est créée en réaction à l'extrême militance de la WSPU qui avait lancé une campagne d'incendie criminel et au manque de succès de la National Union of Women's Suffrage Societies. Le nouveau groupe comprenait sa belle-mère, son mari, Emmeline Pethick-Lawrence, Maud Arncliffe Sennett et Louisa Garrett Anderson.
Elle a vécu pendant de nombreuses années à East Preston, West Sussex, dans une maison appelée Far End . Elle meurt à Édimbourg en 1945,

## Œuvres
- Barbarous Babe (1904)
- The First Mrs Mollivar (1905)
- Teresa (1909)
- The Rise of a Star (1918)
- The Call (1924), inspiré de la vie de sa belle-mèretraduit en français sous le titre Forte tête par Catherine Gibert, Paris, Éditions Belfond, 2020, 464 p.,  (ISBN 978-2-7144-9352-1).
- The House (1928)
- The Story of the Disarmament Declaration (1932) [7]